# Fantomas contro Fantomas (film 1949)
Fantomas contro Fantomas (Fantômas contre Fantômas) è un film del 1949 diretto da Robert Vernay.
È ispirato al personaggio di Fantômas, genio del crimine protagonista di una serie di romanzi di Marcel Allain e Pierre Souvestre a partire dal 1911.
È il remake di Fantomas contro Fantomas di Louis Feuillade.
Fu il secondo film nella carriera di Odile Versois, all'epoca diciottenne.

## Trama
Coinvolto in un incidente stradale, un celebre chirurgo, François de Bréval, scompare nel nulla dopo essere stato respinto dalla donna che ama, la bellissima Irène de Charras. Qualche tempo dopo, Parigi vive nel terrore a causa di una serie di inspiegabili omicidi e di rapimenti che portano la firma di Fantômas. Alcuni degli assassini vengono catturati ma non sanno spiegare le ragioni del loro gesto. Tutti, però, recano i segni di una trapanazione al cranio.
Le indagini sono condotte da Juve che, insieme al giornalista Fandor, riesce ad arrivare a una sala chirurgica in un luogo segreto che reca le tracce delle operazioni effettuate. Il chirurgo, che non è altri che Bréval, riesce a fuggire alla cattura, ma viene rapito da Fantômas, furioso perché l'uomo ha utilizzato falsamente il suo nome. Ora il genio del crimine costringe il chirurgo a lavorare per lui: con il suo esercito di morti viventi, vuole imporre la sua volontà al governo francese. Juve e Fandor riescono, però, a rintracciare il covo del bandito in un chiostro abbandonato.
Nella piscina, piena di acido solforico dove Bréval scioglieva i cadaveri dei suoi "esperimenti", viene ritrovato un corpo mezzo sfigurato che potrebbe essere quello di Fantômas. Ma Juve non ne è molto sicuro...

## Produzione
Il film fu prodotto dalla Latino Consortium Cinéma.

## Distribuzione
Distribuito dalla Pathé Consortium Cinéma, uscì nelle sale cinematografiche francesi l'8 febbraio 1949. Venne presentato a Parigi il 18 marzo. In Spagna, il 25 luglio e in Portogallo il 29 agosto 1949. Nel 1955, uscì anche in Svezia il 12 settembre con il titolo Fantomens hämnd.